# Piotr Paziński (taekwondzista)
Piotr Paziński (ur. 7 września 1987) – polski taekwondzista rywalizujący głównie w kategorii wagowej do 80 kg. Brązowy medalista mistrzostw Europy z 2016 roku.

## Życiorys
Paziński zaczął uprawiać taekwondo w wieku 10 lat, a od początku kariery jego trenerem jest Tomasz Pyciarz. 
W swojej karierze czterokrotnie startował w seniorskich mistrzostwach Europy – w 2008 roku odpadł w 1/16 finału (kat. 78 kg), w 2012 w 1/8 finału (kat. 80 kg), w 2014 w 1/16 finału (kat. 80 kg), a w 2016 roku przegrał w półfinale, zdobywając brązowy medal tej imprezy. Czterokrotnie brał także udział w seniorskich mistrzostwach świata (za każdym razem w kategorii wagowej do 80 kg) – w 2009 i 2011 roku odpadał w 1/16 finału, w 2013 roku w 1/8 finału, a w 2015 w 1/32 finału.
W styczniu 2016 roku awansował do finału europejskiego turnieju kwalifikacyjnego do Letnich Igrzysk Olimpijskich 2016, tym samym wywalczając awans na igrzyska (w finale pokonał go reprezentujący Azerbejdżan Milad Bejgi Harczegani).
Paziński jest wielokrotnym medalistą mistrzostw Polski (pierwszy tytuł mistrza kraju zdobył w 2008 roku).
Oprócz uprawiania sportu Paziński jest również trenerem taekwondo, a także pracuje jako nauczyciel.